# IWL
IWL is een historisch scootermerk. De afkorting IWL staat voor Industriewerke Ludwigsfelde, een Oost-Duits bedrijf dat vanaf 1953 een afdeling voor “gemotoriseerde tweewielers” opstartte.

## Geschiedenis
In 1955 verscheen de eerste scooter van VEB Industriewerke Ludwigsfelde, de IWL Pitty. In 1956 werd deze opgevolgd door de IWL SR 56 Wiesel met een MZ 125/2-tweetaktmotor.
In 1959 kwam de IWL SR 59 Berlin die een MZ 143/3-blokje had. Later werd deze vervangen door het model Troll met een 150 cc MZ-blok.
De productie van scooters werd in 1965 beëindigd toen IWL overging op de productie van IFA W50-vrachtwagens.